# Masicera sendis
Masicera sendis är en tvåvingeart som beskrevs av Johann Wilhelm Meigen 1838. Masicera sendis ingår i släktet Masicera och familjen parasitflugor. Inga underarter finns listade i Catalogue of Life.